# Amanda Lear
Amanda Lear (nascuda en el 1939 a Saigon, Indoxina francesa,) és una cantant lletrista, pintora, presentadora de televisió, actriu i ex model francesa. Lear va créixer al sud de França i a Suïssa, i va estudiar art a París i en la Saint Martin's School of Art de Londres. Va començar la seva carrera professional com a model de moda a mitjans dels anys seixanta i va passar a fer de model per a Paco Rabanne i Ossie Clark, entre d'altres. Va conèixer el pintor surrealista Salvador Dalí i durant 15 anys fou la seva millor amiga i musa. Lear es va presentar per primera vegada davant el públic com a model de portada de l'àlbum For Your Pleasure de Roxy Music en el 1973. Des de mitjans dels anys setanta fins a principis dels vuitanta, va ser una reina discogràfica que va vendre un milió d'àlbums, principalment a Europa Continental i Escandinàvia, sota el segell d'Ariola Records. Els primers quatre àlbums de Lear van guanyar molta popularitat, dominant el Top10 de les llistes europees, inclòs l'èxit de vendes Sweet Revenge (1978). Els seus majors èxits van incloure Blood and Honey, Tomorrow, Queen of Chinatown, Follow Me, Enigma (Give a Bit of Mmh to Me) i Fashion Pack.
A mitjans dels anys 80, Lear es va posicionar com una de les principals personalitats dels mitjans de comunicació a Europa continental, especialment a Itàlia i França, on sortia a molts programes de televisió populars. També havia desenvolupat una reeixida carrera pictòrica, exposant regularment les seves obres en galeries de tot Europa durant tres dècades. També va continuar fent música, obtenint èxits menors com Incrediblimente donna i Love Your Body. La producció musical d'Amanda en els anys vuitanta la va fer experimentar amb diferents gèneres, tot intentant reviure la seva carrera gravant èxits anteriors. En els anys vuitanta, també va publicar dos llibres: una autobiografia La meva vida amb Dalí i una novel·la L' Immortelle.
Des dels anys 90 el seu temps s'ha dividit entre música, televisió, cinema i pintura. Malgrat els freqüents llançaments d'àlbums, no va aconseguir entrar en les llistes d'èxits amb la seva música. No obstant això, la seva carrera en la televisió va seguir sent reeixida, presentant nombrosos programes de televisió en horari estel·lar, i fent aparicions ocasionals en sèries de televisió francesa i italiana. També ha actuat en papers d'actuació i doblatge tant en produccions independents com en grans produccions cinematogràfiques. A la fi dels anys 2000, Lear es reinventa com a actriu teatral, actuant en obres de teatre de llarga durada a França. Fins avui, ha venut més de 25 milions de singles i 15 milions d'àlbums a tot el món. Lear és també una icona gai àmpliament reconeguda.

## Biografia
Amanda Lear va néixer amb el nom d'Alain Tapp, sent el pare un oficial de la marina britànica d'orígens noruecs i la seva mare una dama d'origen asiàtic, xinesa-mongol.
Els orígens de Lear no estan clars, i la mateixa cantant proporciona informació diferent sobre els seus antecedents i manté el seu any de naixement en secret, fins i tot per al seu marit. Entre els fets impugnats s'inclouen la data i el lloc de naixement, el sexe, els noms i les nacionalitats dels seus pares i la ubicació de la seva criança. La majoria de les fonts afirmen que el 18 de juny de 1939. va ser la seva data de naixement, però Lear ha donat diverses dates de naixement: 1946 i 1950. En una entrevista concedida en 2010 a un diari francès, Libération, Lear va presentar el seu carnet d'identitat a una periodista on posava "nascuda el 18 de novembre de 1950 a Saigon". Aquesta data sembla la fabricació de l'edat, ja que els registres públics mostren que ella va començar la universitat el setembre de 1964, i que es va casar el desembre de 1965.
Quant al seu lloc de naixement, Saigon (Indoxina francesa) sembla la version més creïbles, però llocs com Hong Kong, Singapur, Suïssa o fins i tot Transsilvània també han estat rumorejats com el lloc de naixement de la cantant per diferents fonts. El 2021, confirma que va néixer a Saigon. Era filla única dels seus pares, que més tard es van divorciar. La majoria de les fonts, inclòs el certificat de matrimoni de Lear de 1965, confirmen que el seu pare era un oficial de l'exèrcit francès, possiblement d'origen britànic. La seva mare sembla haver tingut un origen rus-asiàtic. En una entrevista amb Carmen Thomas el 1976 per a un programa de televisió alemany, Lear va confirmar que el seu pare era britànic i la seva mare russa, i que tots dos ja havien mort. No obstant això, més tard, ella reclamaria que la seva mare tenia antecedents francesos.
Els rumors que Lear era una transgènere o intersexual preoperatòria han circulat des de l'inici de la seva carrera de model. La suposada transgressió de Lear ha estat comentada en els mitjans de comunicació i en les biografies d'aquells que van conèixer a Lear anteriorment en la seva vida, incloent-hi a Salvador Dalí, i amb el biògraf de Dalí Ian Gibson fins i tot dedicant-li un capítol sencer. abril Ashley, una famosa artista transsexual, ha afirmat durant molt temps que en la dècada de 1950 i principis de 1960, ella i Lear, el nom dels quals de naixement afirmava que era Alain Tapp, treballaven junts en les revistes de travestis a París a Madame Arthur i Li Carrousel. En el seu llibre, April Ashley's Odyssey, recorda a Lear interpretant actes de drag queen sota el nom artístic Peki d'Oslo. Fets similars han estat relatats per Romy Haag, artista transsexual resident a Alemanya, que dirigia un popular club nocturn Chez Romy a Berlín i coneixia de prop a Amanda, i a Bibiana Fernández, una actriu i cantant transsexual espanyola. Algunes fonts fins i tot insinuen que va ser el mateix Dalí qui va patrocinar l'operació de canvi de sexe de Lear a Casablanca en el 1963, realitzada pel doctor Georges Burou, i també que va ser ell qui va inventar el seu nom artístic basat en el joc de paraules de la llengua catalana "L' Amant de Dalí". Aleshores, Òscar Tusquets Blanca freqüentava Dalí i la seva model. Li anomena Peki d'Oslo i la descriu durant una de les seves exposicions al cabaret New York de Barcelona «como la madrastra de Blancanieves, ..., envuelta en una capa con capucha, e iniciaba un soberbio y lento strip-tease bajo los acordes del Adagio de Albinoni».
Amanda Lear assisteix al cabaret El Molino. En aquesta es fan exposicions de transvestits. Jordi Coca i Villalonga en parla com un lloc d'actuacions «on es feien espectacles bàsicament de travestís ... on recordo haver vist la Peki de Oslo, que després es va fer dir Amanda Lear».
Malgrat que la mateixa Lear contradeia rumors transsexuals ja en la dècada de 1970 i explicava que formaven part d'una estratègia per atreure l'atenció del públic, han persistit fins avui. Quan Carmen Thomas li va preguntar en una entrevista de 1976 si era veritat que havia nascut home, Lear va contestar que era "una idea boja d'un periodista". Més tard, en la revista Interview va afirmar que va ser David Bowie qui va iniciar el rumor. Ella també es dirigia a aquests rumors en les seves cançons Fabulous (Lover, Love Me) i I'm a Mistery (deliberadament mal escrit com per referir-se a la paraula "senyor"). A pesar que algunes fonts afirmen que el seu passat transsexual és un secret a veus, sempre ho negaria rotundament, fins i tot quan s'enfrontava al biògraf de Dalí, Ian Gibson durant un programa de televisió. No obstant això, un extracte d'un article d'un diari italià va aparèixer en línia el novembre de 2011, incloent-hi una reproducció d'una còpia del certificat de naixement de Lear, que diu que ella va néixer Alain Maurice Louis René Tap el 18 de juny de 1939 a Saigon, i una foto de Lear com un home jove.
Es creu que va passar la seva infància primerenca a Suïssa. Criada parlant francès i anglès, va aprendre alemany, espanyol i italià en la seva adolescència, idiomes que més tard va poder utilitzar en la seva vida professional. Es va traslladar a París al final de l'escola primària per estudiar en l'Académie des Beaux-Arts, i després va ser a la Saint Martin's School of Art de Londres el 1964. L'11 de desembre de 1965 es va casar amb Paul Morgan Lear, un estudiant escocès d'arquitectura, i va prendre el seu nom. El nom de la núvia va ser inscrita en el registre civil de Chelsea com "Amanda Tapp filla d'André Tapp, capità retirat de l'exèrcit francès".

## Carrera

### 1965-1974: Amistat amb Dalí i el període del Swinging London
Salvador Dalí va tenir un profund impacte en la carrera pictòrica de Lear, així com en la seva vida personal.
A principis de 1965 Lear va ser albirada per Catherine Harlé, cap d'una agència de models, que li va oferir un contracte. Lear va tornar a París per a la seva primera missió de model com a mitjà per finançar els seus estudis d'art, caminant per a l'estel naixent de Paco Rabanne. Tal com Harlé havia predit, les mirades de Lear eren molt demandades. Poc després del seu debut Lear va ser fotografiada per Helmut Newton, Charles Paul Wilp i Antoine Giacomoni per a revistes com Elle i Vogue. Es va exercir com a model per a dissenyadors de moda per Yves Saint Laurent i Coco Chanel a París i Mary Quant, Ossie Clark i Antony Price a Londres. Després d'algun temps, Lear va abandonar l'escola d'art per fer de model a temps complet i va passar a portar una vida bohèmia i extravagant en el Swinging London dels anys seixanta. Els coneguts de Lear en aquest moment incloïen als Beatles i els seus companys Twiggy, Pattie Boyd i Anita Pallenberg. Es va convertir en una "incondicional de la demimonde londinenca", un nom exòtic en el circuit de clubs nocturns i un element habitual en les columnes de xafarderies.
Mentre que fomentava el clubbing en Chez Castel de París amb l'hereva de l'imperi Guinness Tara Browne, Lear va ser presentada a l'excèntric pintor surrealista Salvador Dalí. L'autoproclamat nen terrible del món de l'art, quan tenia 40 anys, va quedar impressionat per la mirada de Lear i va trobar una ànima bessona en ella. Des de llavors ha descrit la seva relació estreta i poc convencional com un "matrimoni espiritual" i es va mantenir com a confident, protegida i amiga íntima de Dalí durant els següents setze anys. Lear passaria tots els estius amb els Dalí a la seva casa de Port Lligat de Cadaqués i l'acompanyaria a ell i a la seva dona en els seus viatges a Barcelona, Madrid, París i Nova York. Va participar també en els seus projectes artístics, posant per a diversos dibuixos i pintures de Dalí, entre els quals destaquen El somni dels hipnos, Angélique rescatat del drac i Venus en pells.

L'11 de desembre de 1965 es va casar amb Paul Morgan, un estudiant escocès d'arquitectura, per obtenir la ciutadania britànica.

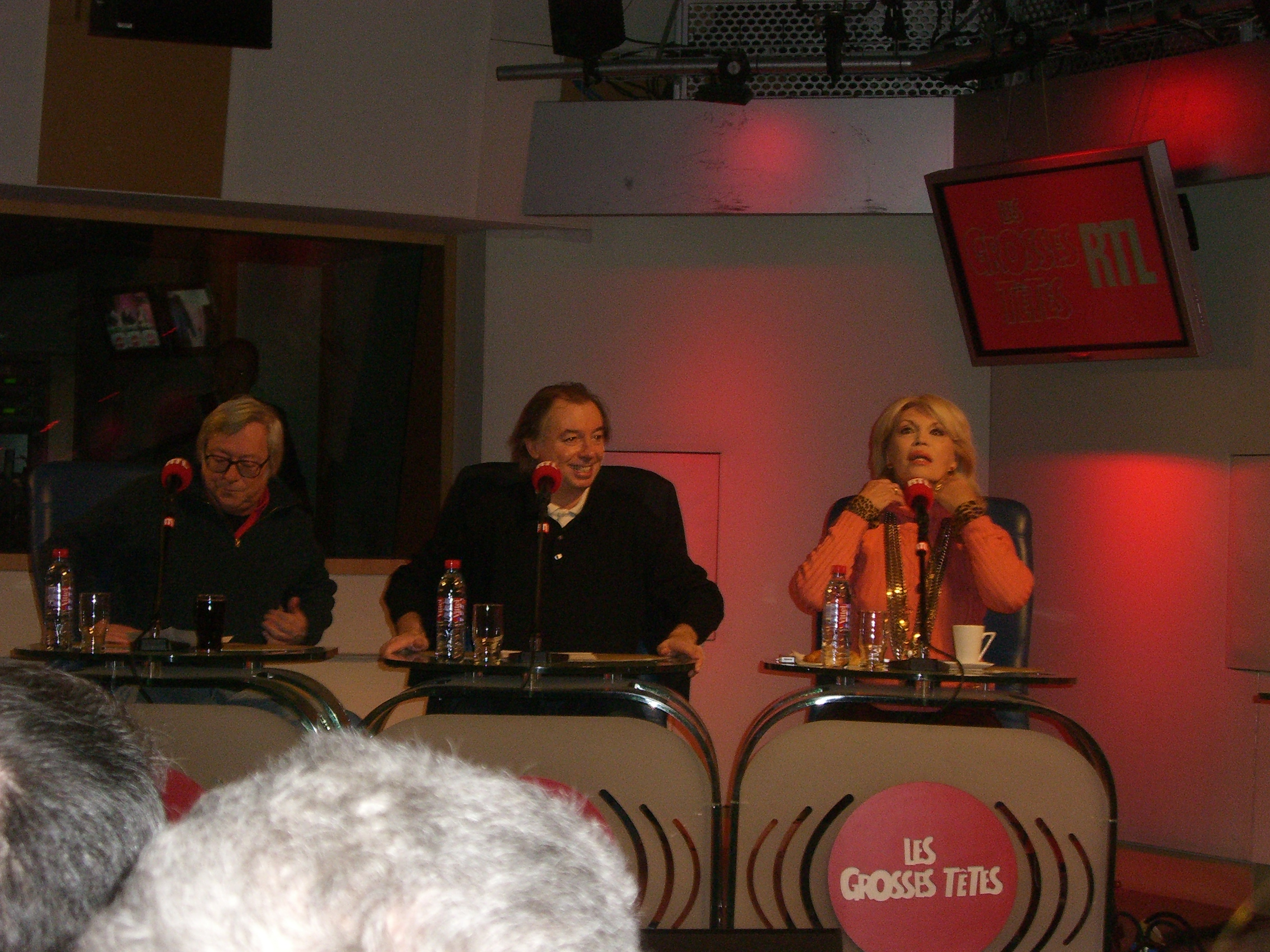
Amanda Lear, en un programa de ràdio.

Lear va aparèixer en diversos anuncis publicitaris de grans marques, fent de model entre altres per a una gamma de roba interior Chantelle i la fragància Detchema de la companyia francesa Révillon Frères en el 1967. El 1968 va exercir un paper secundari en una comèdia francesa Ne jouez pas avec els Martiens. En el 1971 Lear va fer de model per a un nombre especial de Nadal de l'edició francesa de Vogue, editat íntegrament per Salvador Dalí, i va ser fotografiada per David Bailey. Va actuar en una obra de curta durada al costat de la cantant P. J. Proby en un pub de Islington a Londres i en el 1972 va veure la seva primera aparició en l'escenari quan va presentar a Roxy Music i Lloyd Watson en el Rainbow Theatre de Londres a l'agost. Lear ha estat breument compromesa amb Bryan Ferry de Roxy Music i el 1973 va ser famosa per la seva representació posant-se en un vestit de pell atapeïda que portava una pantera negra amb corretja en la portada del clàssic àlbum de rock For Your Pleasure, una imatge que ha estat descrita com "tan famosa com l'àlbum en si". Després de l'exposició al món de la música que va guanyar per la coberta de l'àlbum, Lear va passar a tenir un romanç d'un any amb el casat David Bowie i va aparèixer en la presentació en viu de la seva cançó d'èxit "Sorrow" en el xou de 1980, transmès com a part de la sèrie The Midnight Special TV. A continuació, Lear va col·laborar amb el Museu Dalí, inaugurat a Figueres, ciutat natal del pintor, al setembre de 1974, realitzant una sèrie de collages que decoraven les portes del museu, i se li va oferir escriure una columna mensual de xafarderies en la revista britànica Tatler.

### 1974-1983: Període discogràfic amb Ariola Records
En el 1974, desil·lusionada per una indústria de la moda superficial i conservadora i encoratjada pel seu nuvi Bowie, que pagava les classes de cant i ball, Lear va decidir iniciar una carrera en la música. Bowie va recomanar a una entrenadora de veus hongaresa, Florence Wiese-Norberg, amb la qual també va treballar, i la parella va gravar posteriorment un tema de demostració anomenat "Stars", que fins avui no ha estat publicat.
El primer single de Lear, "Trouble", una portada pop-rock del clàssic d'Elvis Presley de 1958, va ser llançat sense èxit pel segell Creole Records en el Regne Unit. Una versió en francès de la cançó,"La Bagarre", es va estrenar amb Polydor a França i, encara que tampoc va tenir èxit, a principis de 1976 es va convertir en un petit èxit discogràfic a Alemanya Occidental. El tema va cridar l'atenció de la cantant, compositora i productora Anthony Monn i la discogràfica Ariola, que li va oferir un contracte d'enregistrament de set anys i sis àlbums per una suma de diners que Lear des de llavors ha descrit com a "astronòmica". El seu àlbum debut, I Am a Photograph, publicat en el 1977, va ser gravat a Múnic amb la majoria de les cançons compostes per Monn. Lear, juntament amb els arranjadors Rainer Pietsch i CharlyRicanek, van escriure totes les lletres en anglès. L'àlbum incloïa el primer èxit europeu de Lear, "Blood and Honey" (al·lusió a un quadre de Dalí), així com el següent senzill "Tomorrow" i les portades de "These Boots Are Made for Walkin" de Nancy Sinatra i "Blue Tango" de Leroy Anderson. La mescla exuberant de música disco, schlager, kitsch i camp, encapçalada amb la veu profunda de Lear, mitja veu, mitja cançó i el seu característic accent va ser una combinació reeixida. La segona edició d'I Am a Photograph, que també contenia l'èxit "Queen of Chinatown", va incloure un pòster de pin-up gratis amb Lear posant en topless, una foto originalment presentada en una extensió de Playboy.
El 1978, Lear va continuar la seva línia d'èxits discogràfics amb Sweet Revenge, un àlbum que s'obre amb una mescla de conceptes sobre un conte de fades d'una noia que ven la seva ànima al diable per fama i fortuna i en la seva eventual venjança sobre l'oferta del diable troba l'amor veritable. El primer senzill de Sweet Revenge, "Follow Me", impulsat per la veu profunda i recitativa de Lear i el tema del diable, va ser un èxit instantani. Va aconseguir el Top 10 en molts països europeus, i des de llavors ha estat la cançó característica de Lear. L'àlbum Sweet Revenge va ser certificat com a disc d'or a Alemanya Occidental, França, Itàlia i Bèlgica i després va vendre més de quatre milions de còpies, generant més èxits europeus com "Gold" i "Run Baby Run", així com "Enigma (Give a Bit of Mmh to Me)".
Lear va participar en tres produccions italianes en el 1978: una paròdia de guerra, Zio Adolfo en art Führer, un documental de porno suau Follievaig donar notte, dirigit per Joe D' Amato, i un controvertit programa de televisió de sis episodis, Stryx. Més tard en el 1978 Lear i Monnvan formen equip per Never Trust a Pretty Face. L'àlbum incloïa una varietat d'exercicis de gènere com la versió ballable d'un clàssic bèl·lic "Lili Marleen", la balada interpersonal "The Sphinx", el cabaret "Miroir", i temes futuristes com "Black Holes" i "Intellectually", així com el reeixit disc senzill "Fashion Pack (Studio54)" que ironitzava sobre Liza Minelli, John Travolta i altres famosos que la freqüentaven.
A la fi de 1979, Lear va gravar Diamonds for Breakfast, que va ser èxit comercial al mercat escandinau (Nº. 4 a Suècia i No. 10 a Noruega), produint èxits com "Fabulous (Lover, Love Me)" i "Diamonds", a més dels llançaments regionals "When", "Japan" i l'autoeròtic "Ho fatto l'amore con me". L'àlbum va abandonar el so discogràfic anterior amb les seves cordes exuberants i arranjaments de metall a favor d'un nou estil de rock electrònic. Lear va passar la major part de 1980 en gires promocionals europees per a l'àlbum i els molts llançaments individuals, des de Grècia fins a Finlàndia. També va fer la seva primera visita al Japó, on tant el single "Queen of Chinatown" com l'àlbum Sweet Revenge havien encapçalat les llistes d'èxits i van ser premiats amb certificacions d'or.
A la fi de 1980, dos singles sense àlbum van seguir a l'àlbum Diamonds for Breakfast: una portada pop de l'èxit d'Eric "Monty" Morris en la ska primerenca "Solomon Gundie" i la cançó "Le Chat de gouttière", aquesta última amb música i lletres escrites per Lear i gravada per als mercats francòfons.
La saga d'èxit de l'àlbum Lear/Monn s'acostava a la seva fi en el 1981, quan Lear s'havia tornat cada vegada més incòmoda amb les expectatives i pressions del negoci de la música en general i de la seva pròpia companyia discogràfica en particular. Al moment de major auge artístic i comercial de la seva carrera internacional, però amb l'anomenada "reacció antidisco" començant a passar factura, havia començat a gravar temes per a un proper àlbum amb el productor Trevor Horn a Londres (qui llançaria posteriorment a Frankie Goes To Hollywood, Seal i altres).
No obstant això, Ariola no va aprovar el material i va informar Lear que tornaria a Múnic i proporcionaria a l'empresa i al mercat altre producte Monn. El resultat d'aquestes sessions va ser Incògnit, només parcialment co-escrit per Lear, amb material New Wave alimentat amb elements de rock i electrònics. Incògnit va generar èxits europeus menors: "Ninfomanía", "Cinta Vermella" i la balada de llengua francesa "Égal", i encara va tenir un relatiu èxit a Escandinàvia. També va ser disc de gran èxit a Amèrica del Sud, amb tres temes gravats en castellà: Igual, Dama de Berlin i Ninfomanía. Un altre senzill sense àlbum el va seguir a principis de 1982, un sintetipop per al clàssic pop "Fever". Aquesta seria l'última col·laboració de Lear amb el productor Anthony Monn. Poc després va emprendre accions legals contra el segell Ariola per diferències artístiques que es van desprendre del seu contracte discogràfic. La demanda no va tenir èxit i va romandre amb Ariola fins a finals de 1983, segons l'estipulat en el contracte original. En el 1982, un altre single en llengua italiana, la balada "Incredibilmente donna", va ser estrenat en la compilació de grans èxits com Ieri, oggi.
El senzill doble "Love Your Bodi"/"Darkness and Light", publicat en la primavera de 1983, va ser produït per l'enginyer de so de Monn Peter Lüdermann en lloc del mateix Monn. Aquests van ser els últims enregistraments de Lear a Múnic per Ariola i la seva presentació promocional final al programa de televisió musical més important d'Alemanya Occidental en aquest moment, Musikladen, el juny de 1983. L'impuls internacional de Lear en la seva carrera professional és ralentí i va arribar a la seva fi el desembre de 1983, amb el seu sisè i últim àlbum sota obligació contractual amb Ariola: Tam-Tam, una col·laboració amb compositors i productors italians, va ser un àlbum de sintetitzadors modern i minimalista de principis dels anys 80, amb un paisatge sonor dominat per les caixes de ritmes Roland TR-808 i sintetitzadors programats per seqüenciadors. Lear va escriure de nou totes les lletres en anglès per a l'àlbum. Encara que va interpretar algunes de les cançons de l'àlbum al programa de televisió italià Premiatissima, no va promocionar Tam-Tam a Alemanya Occidental ni en cap altra part d'Europa, ni tampoc la companyia discogràfica. Com a conseqüència, Tam-Tam va passar desapercebut per al públic internacional que comprava rècords.

#### Distanciament amb Salvador Dalí
El 1979, Amanda va tenir la seva primera exposició d'art a París i el 13 de març es va casar a Las Vegas amb l'aristòcrata francès bisexual Alain-Philippe Malagnac d'Argens de Villèle, antic amant i després fill adoptiu d'un diplomàtic i polèmic novel·lista gai Roger Peyrefitte. La parella s'havia trobat per primera vegada a finals de 1978 en una moderna discoteca parisenca, Li Palace, un equivalent francès de Studio 54. Dalí i la seva esposa Gala van desaprovar enèrgicament aquesta relació i fins i tot van intentar persuadir a Lear que s'anul·lés el matrimoni. A conseqüència d'això, i també pel temps que va ocupar la reeixida carrera de Lear en la música i la televisió, ella i el seu mentor van començar a distanciar-se. Encara es van mantenir en contacte esporàdicament per cartes i telèfon a principis i mitjans dels anys vuitanta, especialment després de la mort de Gala en el 1982. Lear va visitar Dalí per última vegada a Púbol, uns anys abans que el pintor morís.

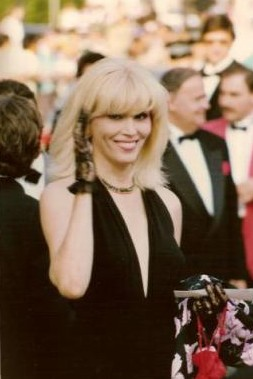
Cannes. 1990.

### 1983-1999: Carrera televisiva i intents de tornada
Encara que Tam-Tam (1983) va ser un fracàs, Lear va continuar la seva reeixida i lucrativa carrera com a presentadora de televisió amb el futur primer ministre Silvio Berlusconi, que aviat es va convertir en un nom conegut a Itàlia. Va ser l'amfitriona de molts programes de televisió reeixits, inclòs Premiatissima i W li donne (adaptada a França a principis dels anys 90 com Cherchez la femme). La cantant també va gravar una sèrie de singles de ball per a diversos segells europeus: "Assassino" i "Ritme Salsa" el 1984, seguit per "No Credit Card" i "Women" en el 1985. Un mini àlbum titulat A L, amb quatre portades de cançons clàssiques, entre elles "Bye Bye Baby" de Marilyn Monroe i "As Time Goes By" de la pel·lícula Casablanca, va ser gravat per Five Records i llançat en el 1985. A la fi de 1985, Lear va aparèixer en una sèrie d'anuncis televisius per Fiat, anunciant la seva promoció nadalenca.
Després de quatre anys com a animadora televisiva a Itàlia al Canale 5 i a França a La Cinq, Lear va reaparèixer al mercat musical el 1987 amb un altre disc, Secret Passion. Produït per Christian de Walden, va ser gravat a Los Angeles i Roma per a un important segell francès, Carrere Records. L'àlbum anava a ser el seu retorn a l'Europa Continental, Escandinàvia, el bloc de l'Est, Amèrica del Sud i Japó, així com un intent d'irrupció en països angloparlants com el Regne Unit, Irlanda, Estats Units, Canadà i Austràlia que eren els únics grans mercats que Lear no havia conquistat durant els anys d'Ariola. El llançament estava previst per a gener de 1987, però, just abans que comencés la promoció, Lear va resultar greument ferida en un accident automobilístic gairebé mortal i va trigar mesos a recuperar-se. L'èxit comercial de Secret Passion va ser menor de l'esperat, i el single "Wild Thing" va ser llançat en última instància només en uns pocs països com França, Itàlia i Grècia.
No obstant això, l'accident va ser un punt de partida per a una altra fase de la seva carrera, aquesta vegada com a escriptora. Mentre estava a l'hospital, Lear va començar a escriure la seva primera novel·la, L' Immortelle, un relat surrealista sobre els turments d'una dona condemnada a l'eterna joventut i bellesa, en veure a tots els altres envellir i eventualment perdre a tots els seus éssers estimats, la dona segueix sent tan bella com abans, però incapaç de detenir el despietat pas del temps.
Una sèrie d'enregistraments dels seus vells èxits va aparèixer al mercat a la fi dels 80, començant amb una versió sintetitzada del major èxit, "Follow Me", en el 1987. A l'any següent, la banda italiana CCCP Fedeli alla linea va gravar una portada de la seva cançó "Tomorrow", anomenada "Tomorrow (Voulez-*vous un rendez-*vous)", a la qual Lear va contribuir amb veus convidades. El single va ser un èxit menor a Itàlia i el primer èxit d'Amanda en sis anys. En el 1989 el DJ Ian Levine remesclà "Follow Me" i "Gold", mentre Lear va ser l'amfitriona d'Ars Amanda a la Rai 3, un programa de xat italià on va entrevistar a celebritats italianes i internacionals i polítics en un llit. Des de finals dels anys vuitanta, Lear ha participat regularment al popular programa de radi francès Els Grosses Têtes de l'RTL, televisat en Paris Première.
Per mantenir la seva popularitat a Itàlia, va gravar Uomini più uomini, un àlbum en italià que incloïa material pop de Toto Cutugno i Paolo Conte. No es va publicar ni un sol disc per promocionar l'àlbum i va resultar ser un fracàs comercial. Aquest mateix any Amanda va tornar a gravar algunes de les cançons en francès i va gravar un nou single de ball, "Métamorphose", per a una reedició franc-italiana de l'àlbum, anomenat Tant qu' il i aura des hommes. El 1990, va llançar un nou single promocional de només promoció "Do You Remember Em?" i va participar en la desfilada de moda de Thierry Mugler.
Lear va continuar gravant un repertori més amigable a la pista de ball en els anys 90, amb la cançó de 1992 "Fantasy", que es va convertir en un èxit en els clubs de tot Europa, especialment gais. Cadavrexquis, el seu proper àlbum, llançat en el 1993, presentava un material molt orientat a clubs, inclòs "Fantasy" i regravacions de tres cançons de l'època discogràfica. Tant el single com l'àlbum no van aconseguir entrar en cap de les llistes d'èxits. Mentrestant, Lear va aparèixer en el drama televisiu d'Arnaud Sélignac Une Femme pour moi, i després va fer de model per a la casa Grès a París en el 1994 i de nou per a Thierry Mugler a Berlín en el 1995.
El maig de 1995 Lear va debutar amb el seu nou i eròtic programa de televisió Peep! a Alemanya, també conegut com a "Cura amb les Rosses", que acolliria durant un any, abans d'adaptar-la a França per TF1 sota el títol Méfiez-vous des blondes. El xou, que va usar la seva nova cançó "Peep!" com a tema musical d'obertura, es va popularitzar notablement a Alemanya, aconseguint més del 50% de la quota de mercat, però va ser ràpidament cancel·lat a França.
El juny de 1995, es va presentar en un concert homenatge a la música disc dels anys setanta. Al novembre, la cantant va llançar l'àlbum Alter ego, una alegre oferta d'eurodance. L'àlbum de nou no va tenir èxit i no va produir cap èxit internacional evasiu, amb singles Everytime You TouchEm, Peep! i Angel Love fallant en entrar en les llistes de música.
Com a activa defensora de les persones que sofreixen de VIH/SIDA, Lear va fer la seva aparició en el 1996 com a model per a Paco Rabanne durant un esdeveniment benèfic anual anomenat Life Ball. Durant el seu concert en el Palais de París el novembre de 1996, la cantant va anunciar la seva sortida definitiva de la gira i de l'actuació en directe, i encara que esporàdicament seguia fent concerts en els anys següents, des de llavors les seves actuacions en directe s'han limitat sobretot a aparicions en televisió.
Lear va llançar Back in Your Arms en la primavera de 1998, un àlbum que consta d'èxits discogràfics gravats en els anys 70 i versions remesclades de temes de l'àlbum Alter ego de 1995. L'àlbum no va tenir un gran impacte al mercat, però els enregistraments han estat presentades en moltes recopilacions de preu mitjà a Europa. Back in Your Arms va ser ràpidament rellançat amb una llista de cançons i un títol lleugerament diferent i un nou remix de "Blood and Honey" va ser llançat en un single.

### 2000 - present: Carrera recent
Els seus següents projectes d'actuació i televisió van ser una pel·lícula francesa Bimboland, que va protagonitzar al costat de Gérard Depardieu, i un programa de televisió italià Il Brutto Anatroccolo. En el plató d'Il Brutto Anatroccolo, Lear va conèixer al model i actor masculí Manuel Casella, uns trenta anys menor que ella. Lear i Casella, jove model i presentador de televisió molt conegut a Itàlia per la seva participació en la versió local de l'illa dels famosos i que en 2008 va participar amb un petit paper en una telesèrie sobre Coco Chanel protagonitzada per Shirley MacLaine, van iniciar una relació en el 2002 i van protagonitzar la premsa sensacionalista tant a França com a Itàlia, abans de la seva separació en el 2008.
Lear va contribuir amb veu per a una portada de l'èxit de Giorgio Moroder dels anys 70 "From Here to Eternity", gravat l'any 2000 amb Eric D. Clark. La cançó va ser un èxit menor en els Estats Units.
El desembre de 2000, el marit de Lear, Alain-Philippe Malagnac, després de dues dècades de matrimoni, va morir en un incendi accidental a la seva casa del sud de França, que va quedar en ruïnes. Didier Dieufis, criador de gats de 20 anys, també va morir en l'incendi, i es van perdre diverses obres de Dalí.
En el 2001 Lear es va posar a treballar de nou i va organitzar una exposició d'art en 2001 titulada Not a. Lear, seguida d'un nou àlbum, Heart, dedicat al difunt marit. Heart incloïa versions de clàssics de Charles Aznavour i Burt Bacharach, i una versió de "Lili Marleen" amb nova lletra. L'àlbum oferia temes com a "I Just Wanna Dance Again" i una portada de "Love Boat", la cançó titular d'una sèrie de televisió de culte dels anys 70 del mateix nom, tots dos editats com singles i amb barreges d'alguns noms prominents al món de la música ballable francesa com Laurent Wolf i Junior Vasquez. Conté noves pistes de ball, balades i diverses versions de portada i Heart va ser rebut com un retorn a la forma esperada des de feia molt temps.
En el 2002 Lear va protagonitzar Le Défi (Dance Challenge), una pel·lícula musical escrita i dirigida per la coreògrafa Blanca Li sobre una jove de divuit anys que somia a convertir-se en una estrella del break dance i els consegüents conflictes amb la seva mare conservadora. Lear va jugar amb la comprensió de la mare i va animar a la seva millor amiga i a una víctima de la moda, la qual cosa li va donar l'oportunitat de demostrar el seu talent còmic.
També va crear una cançó de títol per a un programa de televisió italià Cocktail d'amore i va llançar un senzill "Beats of Love" amb el grup belga Get Ready! Tots dos temes van ser inclosos en una reedició de Heart, retitulat Tendance, en el 2003. L'any següent Lear va treballar en un doblatge per a les versions francesa i italiana d'un taquiller de Disney/Pixar, The Incredibles, mentre que la seva cançó de 1978 "Enigma" va tenir un èxit massiu a l'Europa Central i de l'Est després d'aparèixer en un anunci de Kinder Bé TV.
En el 2005 la cantant es va convertir en jutge de Ballando amb li stelle, la versió italiana de Dancing with the Stars, i va llançar dos nous singles de ball, "Paris by Night" i un remake de Copacabana de Barry Manilow, així com dues compilacions, Forever Glam! i Sings Evergreens.
En el 2006 Lear va inaugurar una altra exposició d'art a Nova York,"Never Mind the Bollocks, Here's Amanda Lear", i al juliol va ser condecorada amb l'Ordre de les Arts i les Lletres per la ministra francesa de Cultura, Renaud Donnedieu de Vabres, en reconeixement de les seves contribucions a les arts i les ciències franceses on consta en la llista de guardonats amb el nom «Mme. Amanda Tapp, anomenada Amanda Lear».
El mateix any la divisió alemanya de Sony B va llançar una nova compilació, el 3 CD The Sphinx - Das Beste aus den Jahren 1976-1983, que cobreix completament la producció Ariola de la cantant. A l'octubre, l'àlbum With Love va sortir a la venda a França. Consistia en clàssics i estàndards de jazz de les dives favorites d'Amanda, com Eartha Kitt, Peggy Lee, Sarah Vaughan i Nina Simone. Amb With Love va ser aclamada per la crítica a França i es va estrenar en la resta d'Europa a principis de 2007. Lear va fer diverses aparicions en pel·lícules, incloent-hi actuació en Oliviero Rising i el doblatge per a la versió francesa de Dragon Hunters, i va organitzar programes de televisió com La Cardi Histoire du Disc a França i Battaglia fra Sexy Star a Itàlia.
En el 2009, Amanda es reinventa com a actriu de teatre, acceptant el paper de Cécile en una comèdia Panique au ministère, que va debutar en el Théâtre de la Porte Saint-Martin de París. El programa va ser tan reeixit que es va fer una gira i va ser transmès en directe per la televisió francesa. El seu següent àlbum, Brief Encounters, va sortir a la venda a la tardor de 2009, precedit pel senzill "Someone Else's Eyes", un duo amb el cantant-productor italià Deadstar. L'àlbum constava de dos discos, amb cançons downtempo i balades en el primer, i un conjunt de pistes de ball i remixes en l'altre. El mes següent, Lear publicà una autobiografia Je ne suis pas celle que vous croyez... i un elepè Brand New Love Affair, aquesta vegada amb material purament ballable. La cançó del títol va ser llançada com el single principal, amb un vídeo musical animat. L'àlbum de Brief Encounters va ser parcialment re-gravat i remesclat, i posteriorment llançat en versions Acoustique i Reloaded. Boy George remesclà "Someone Else's Eyes" en el 2010, que va ser seguit per un senzill "I'm Coming Up".
L'abril de 2011 es va estrenar un nou single, "Chinese Walk", i la cantant es va unir al jurat del programa de televisió italià Ciak... si canta! a Rai Uno.
Al setembre Lear torna al teatre per al paper protagonista de Lady Oscar, una adaptació de l'obra de Claude Magnier de 1958 en el Théâtre de la Renaissance de París. L'obra va resultar ser un altre èxit i va durar més d'un any.
El següent àlbum d'estudi, I Don' t Like Disc, va sortir a la venda el gener de 2012, acompanyat per un altre senzill, "La Bete et la Belle", i promogut per diverses aparicions en televisió a França. Una versió de luxe de l'àlbum va ser llançat el mateix any, amb temes extra i el nou single, "Love at First Sight". El setembre de 2012, Lear va aparèixer com a model de passarel·la en la desfilada de moda de Jean Paul Gaultier a París i el 2013 la va veure protagonitzar una obra Divina a París.
El novembre de 2013, es va publicar una compilació dels seus enregistraments recents. En el mateix any va ser triada pel documental Jodorowsky's Dune.
El seu 17è àlbum, My Happiness, va ser llançat en el 2014, un àlbum tribut a Elvis Presley. Llança un nou àlbum, Let Me Entertain You el 13 de maig de 2016.
El 16 d'octubre de 2016, entrevistada al programa italià "Domenica In", Amanda Lear anuncia la seva jubilació oficial de l'actuació dient "Arriba un moment en què dius: 40 anys són suficients, vull gaudir una mica de la meva vida. Els dic als meus fans que tal vegada és una de les últimes vegades que em veuen."

## Treballs
| - 1977: I Am a Photograph - 1978: Sweet Revenge - 1979: Never Trust a Pretty Face - 1980: Diamonds for Breakfast - 1981: Incognito - 1982: Ieri, oggi - 1983: Tam-Tam - 1985: A L - 1987: Secret Passion - 1989: Uomini più uomini - 1990: Tant qu'il i aura des hommes - 1993: Cadavrexquis - 1995: Alter ego - 1998: Back in Your Arms - 2001: Heart - 2003: Tendance - 2005: Forever Glam! - 2005: Sings Evergreens - 2006: The Sphinx – Das Beste aus den Jahren 1976–1983 - 2006: With Love - 2009: Brief Encounters - 2009: Brand New Love Affair - 2012: I Don't Like Disc - 2014: My happiness - 2016: Let Me Entertain You - 2021: Tuberose - 1982: Ieri, oggi - 2005: Forever Glam! - 2005: Sings Evergreens - 2006: The Sphinx – Das Beste aus den Jahren 1976–1983 - 1984: My Life with Dalí (autobiografia) - 1987: L'Immortelle (novel·la) - 2006: Between Dream and Reality (arts col·lectives) - 2009: Je ne suis pas du tout celle que vous croyez... (autobiografia) - 2018: Délires amb Frédéric Dieudonné - 1986: Amanda Lear – Artco France, Paris - 2001: Not a. Lear – Gracie Mansion, Nova York; Allston Skirt Gallery, Boston - 2006: Never Mind the Bollocks, Here's Amanda Lear – Envoy, Nova York - 2008: Sogni Miti Colori – Galleria TempioArte, Pietrasanta - 2009: Amanda Lear – Museum-Gallery Xpo, Bruges | - 1981: El Show de Amanda Lear - 1983: Ma chi è Amanda? - 1968: Ne jouez pas avec les Martiens - 1969: Wonder wall - the movie - 1968: Fun and games for Everyone - 1970: Double Pisces, rising scorpion - 1978: Follie di Notte - 1978: Zio Adolfo in arte Führer - 1996: L'@mour Est à Réinventer - Dix Histoires d'Amour au Temps du SIDA (Love Reinvented) - 1998: Bimboland - 2002: Le Défi (Dance Challenge) - 2005: Gigolo - 2005: Memorias de Arkaran - 2007: Oliviero Rising - 2007: Starfuckers - 2008: Encore une nuit de merde dans cette ville pourrie - 2008: 8th Wonderland - 2008: Bloody Flowers - 2013: Jodorowsky's Dune - 2017: Metti una notte - 2020: Si Muore Solo Da Vivi - 2020: Miss - 2004: The Incredibles (Edna Mode en les versions francesa i italiana) - 2007: Lacoma - 2008: Chasseurs de Dragons - 2011: Zookeeper - 2018: The Incredibles 2 (Edna Mode en les versions francesa i italiana) - 1969: Der Kommissar - 1985: Grottenolm - 1988: Marc et Sophie - 1989: Maggy - 1992: Les Grosses Têtes - 1993: Piazza di Spagna - 1993: Une Femme pour Moi - 1998: Les Années Bleues - 2000: Un gars, une fille - 2001: Blague a part - 2003: Gala - 2005: Sous le soleil - 2007: Un Amour de Fantôme - 2007: Avocats et Associés - 2008: Un Posto al Sole - 2007/2009: 7 vite - 2011: Le Grand restaurant 2 - 2011: Les perruches - 2012: Scenes de Menages - 2012: Nom de code: Rose - 2014: Nos chers voisins - 2021: Camping Paradis - 2021: HashtagBoomer |